# Trioza capeneri
Trioza capeneri är en insektsart som beskrevs av Jennifer L. Hollis 1984. Trioza capeneri ingår i släktet Trioza och familjen spetsbladloppor. Inga underarter finns listade i Catalogue of Life.